# Ramah (Nuevo México)
Ramah es un lugar designado por el censo ubicado en el condado de McKinley en el estado estadounidense de Nuevo México. En el Censo de 2010 tenía una población de 370 habitantes y una densidad poblacional de 36,89 personas por km².

## Geografía
Ramah se encuentra ubicado en las coordenadas 35°8′15″N 108°29′9″O / 35.13750, -108.48583. Según la Oficina del Censo de los Estados Unidos, Ramah tiene una superficie total de 10.03 km², de la cual 10.03 km² corresponden a tierra firme y (0%) 0 km² es agua.

## Demografía
Según el censo de 2010, había 370 personas residiendo en Ramah. La densidad de población era de 36,89 hab./km². De los 370 habitantes, Ramah estaba compuesto por el 71.35% blancos, el 0.27% eran afroamericanos, el 16.22% eran amerindios, el 0.27% eran asiáticos, el 0% eran isleños del Pacífico, el 2.16% eran de otras razas y el 9.73% pertenecían a dos o más razas. Del total de la población el 10% eran hispanos o latinos de cualquier raza.